# Marcello Personeni
Marcello Personeni (Clusone, 8 gennaio 1931 – Clusone, 9 giugno 1961) è stato un calciatore italiano, di ruolo centrocampista.

## Carriera
Cresce nelle giovanili dell'Atalanta, con cui vince il Campionato Ragazzi nel 1949 battendo in finale la Lazio; nella partita di ritorno realizza il secondo gol dei nerazzurri su calcio di rigore. Nell'autunno 1950 passa in prestito alla Cremonese, con cui esordisce in prima squadra e in Serie B totalizzando 6 presenze in campionato. Tornato agli orobici, esordisce in Serie A il 17 febbraio 1952 nella partita Atalanta-Inter (0-2), prima di essere nuovamente ceduto in prestito, questa volta al Piacenza, in Serie C, nell'ottobre 1952: qui gioca 14 partite realizzando 4 reti, in alternanza a Alberto Oldani e Guglielmo Trevisan nel ruolo di mezzala.
Dopo un'ultima stagione all'Atalanta, come riserva, nel 1954 passa in prestito al Vigevano, in Serie D, e l'anno successivo lascia definitivamente i nerazzurri, per trasferirsi al Crema, sempre in Serie D.

## Palmarès
- Campionato Ragazzi: 1

Atalanta: 1948-1949